# Мускал
«Мускал» — радянський двосерійний телефільм 1990 року, знятий режисером Ходжадурди Нарлієвим на кіностудії «Туркменфільм».

## Сюжет
Телефільм. Молодий слідчий Санджар веде справи, пов'язані з торгівлею наркотиками. Під час допиту один із затриманих несподівано помирає. Підозра падає на Санджара, але він продовжує розслідування. Коли Санджару вдається дістатися до ватажків, його начальник, пов'язаний зі злочинним світом, домагається арешту непідкупного слідчого.

## У ролях
- Керім Аннанов — Санджар
- Анна Тихонова — Маша
- Ораз Оразов — Мурад Курбанов
- Олександр Новиков — Анатолій Блінков
- Аннамурад Бердиєв — полковник
- Едуард Реджепов — Красень
- Паул Буткевич — Храповицький
- Мерген Ніязов — Пахан
- Берди Аширов — Колобок
- Реджеб Курбанов — Сахаткулієв
- Нурберди Аллабердиєв — Моллаєв
- Ширлі Моллаєв — Аман-очкарик
- Г. Кугатов — Мередов (Хімік)
- Андрій Волик — Дуремар
- Анатолій Іванов — Пожаров
- Оразмурад Гуммадов — капітан Аширов
- Наталія Лаукерт — Ольга Миколаївна
- Оразберди Арриков — господар весілля
- Антон Дьоров — Шануренко
- Сона Пєнаєва — дружина Санджара
- Оксана Волкова — епізод
- Дурди Ніязов — епізод
- Чари Ішанкулієв — епізод
- Б. Караєва — Майса, дружина полковника
- Гельди Сейдієв — сержант
- Аман Реджепов — епізод
- Айдогди Оразов — епізод
- Аннамурад Сапармухаммедов — епізод
- Байрам Садиков — прохач
- Ходжадурди Нарлієв — епізод
- А. Устаєв — епізод
- Батир Курбанов — епізод
- А. Махтумкулієв — епізод
- Імамберди Суханов — дивний свідок
- Євген Федорченко — Штефан
- Нуркули Ораздурдиєв — епізод
- Аман Одаєв — епізод
- А. Сейтліков — епізод
- М. Халмурадов — епізод
- Гусейн Гусейнов — епізод
- Б. Сольоний — епізод
- В. Левіна — епізод
- М. Чуднова — епізод
- Г. Мамедвелієва — епізод
- Хурма Хаджимурадова — епізод
- Піркулі Атаєв — епізод
- Ю. Давидов — епізод
- М. Амангельдиєва — епізод
- Н. Михайлова — епізод
- А. Давидова — епізод
- Мурат Аннагельдиєв — епізод
- А. Сахатмурадова — епізод
- А. Гулніязов — епізод

## Знімальна група
- Режисер — Ходжадурди Нарлієв
- Сценаристи — Олександр Шлепянов, К. Смирнов
- Оператор — Якуб Муратназаров
- Композитор — Реджеп Реджепов
- Художник — Джорамурат Хаїтов